# .gu
.gu es el dominio de nivel superior geográfico (ccTLD) para Guam.